# AC Cars
Ne doit pas être confondu avec AC Propulsion.
AC Cars Group Ltd. est un constructeur automobile britannique de voitures de sport fondé en 1901 à West Norwood dans le borough londonien de Lambeth et basé à Thames Ditton dans le Surrey.

## Histoire
Fondée en 1901 par les frères Weller à West Norwood, la compagnie prendra le nom d'Auto Carriers Ltd. en 1911 puis d'AC Cars en 1922.
Leur première production, en 1904, sera un tricycle de livraison nommée Auto-Carrier. Équipé d'un moteur mono-cylindre de 648 cm3, il a deux roues à l'avant (qui supportent le caisson pour le chargement, placé à l'avant) et le conducteur est assis à l'arrière. La compagnie prend le nom d'Autocars and Accessories pour le distribuer et celui-ci est un succès. En 1907, une version «passager» offrant deux places est lancée, la A.C. Sociable, le conducteur et le passager sont assis côte-à-côte.

## Galerie

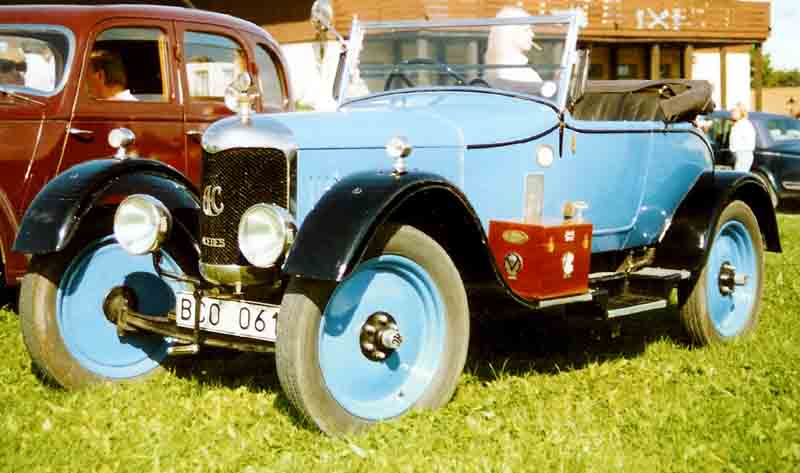
AC Royal Roadster (1924)
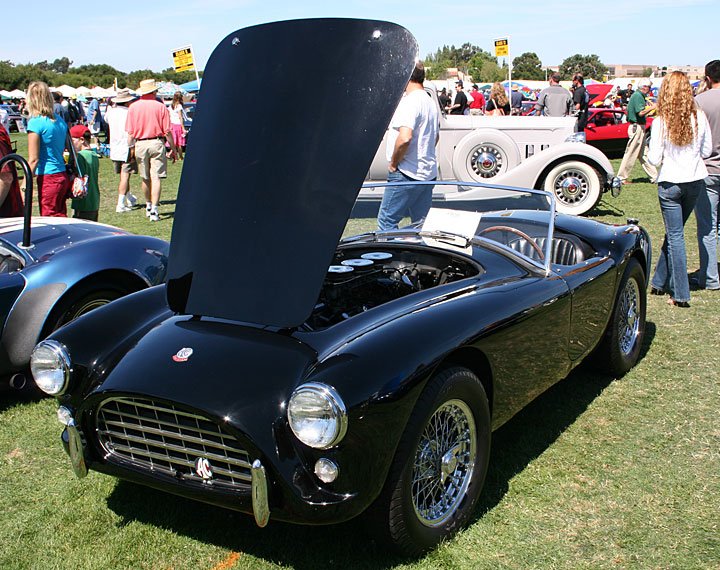
AC Ace
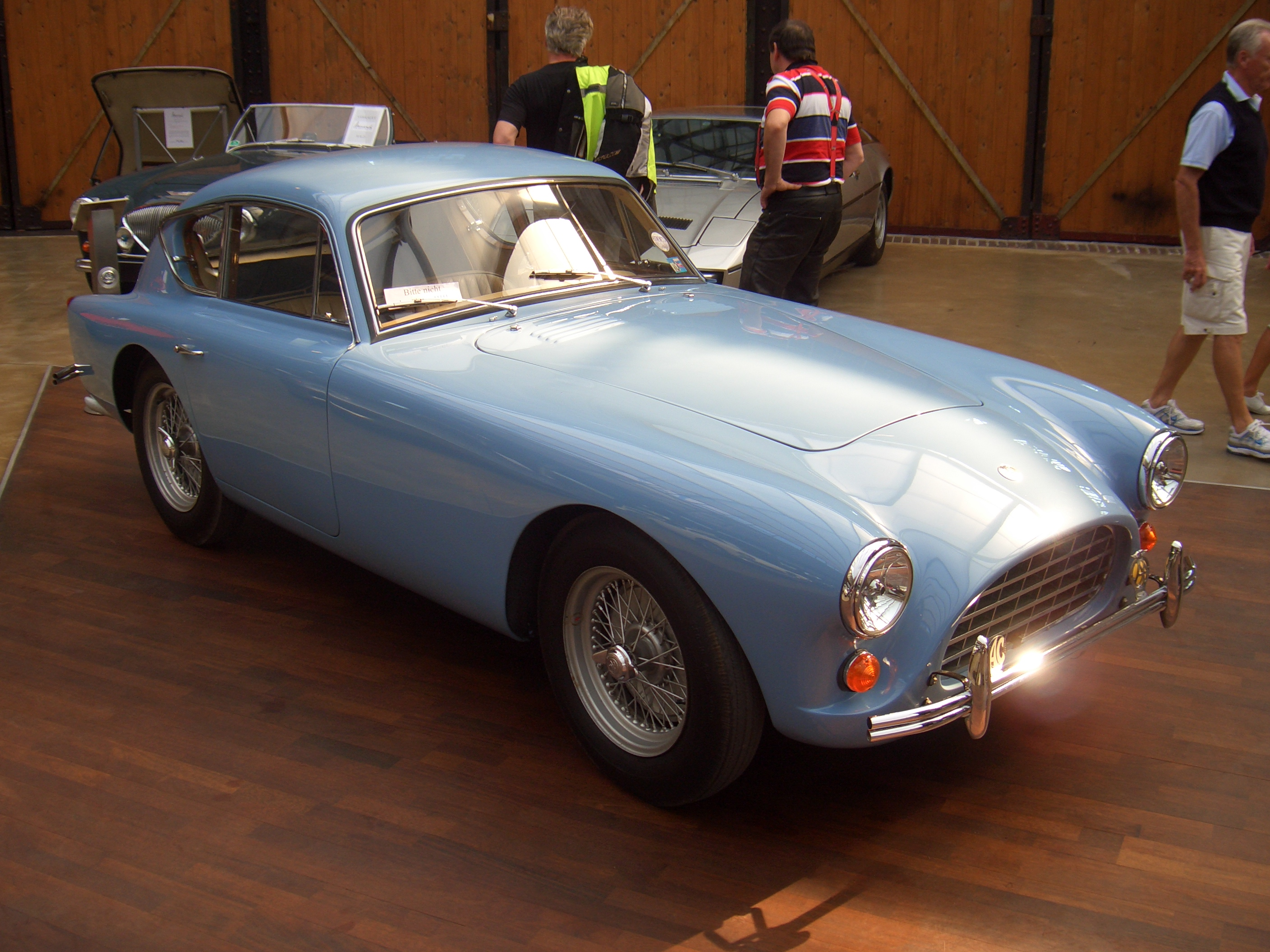
AC Aceca 1956
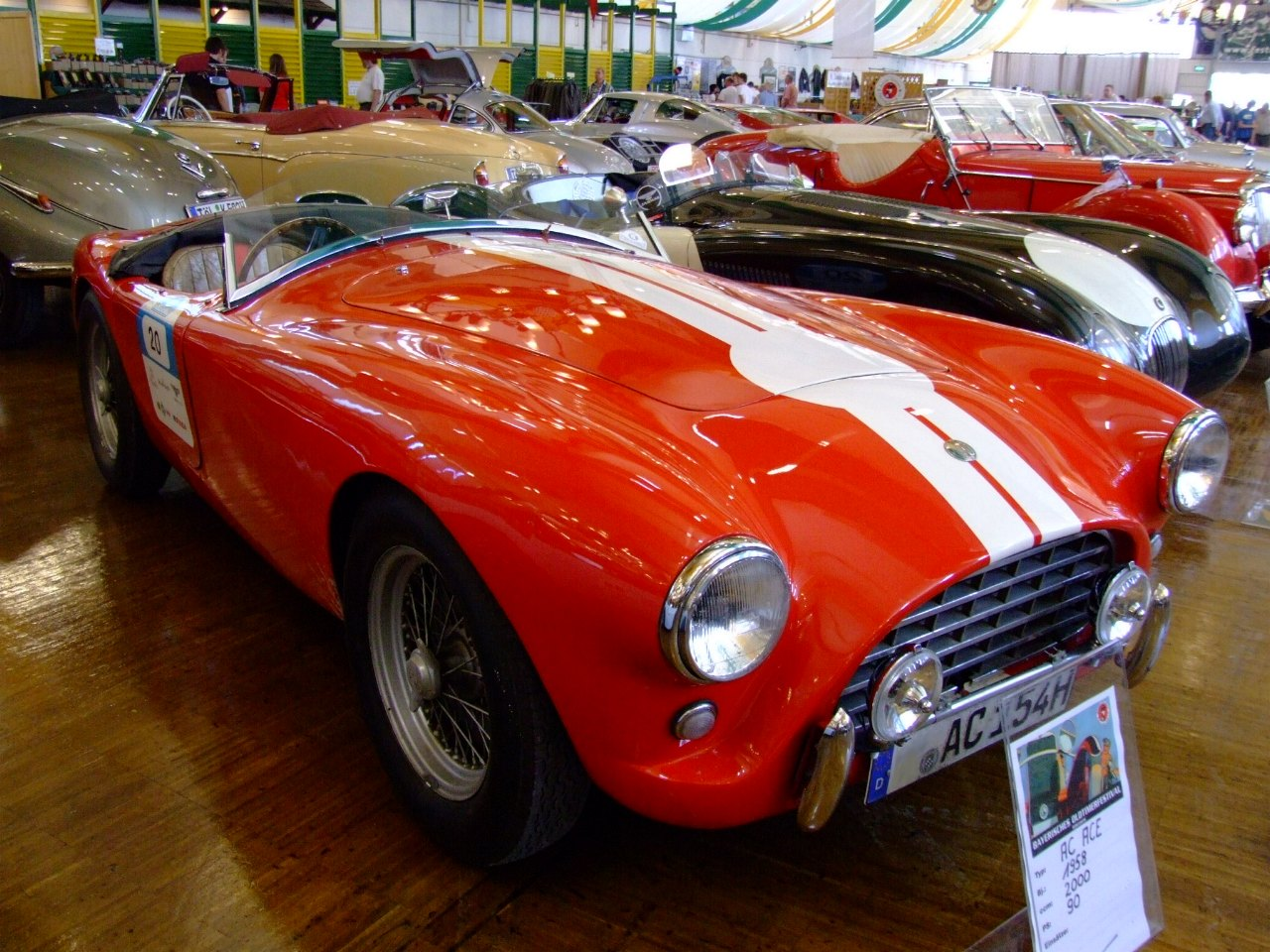
AC Bristol
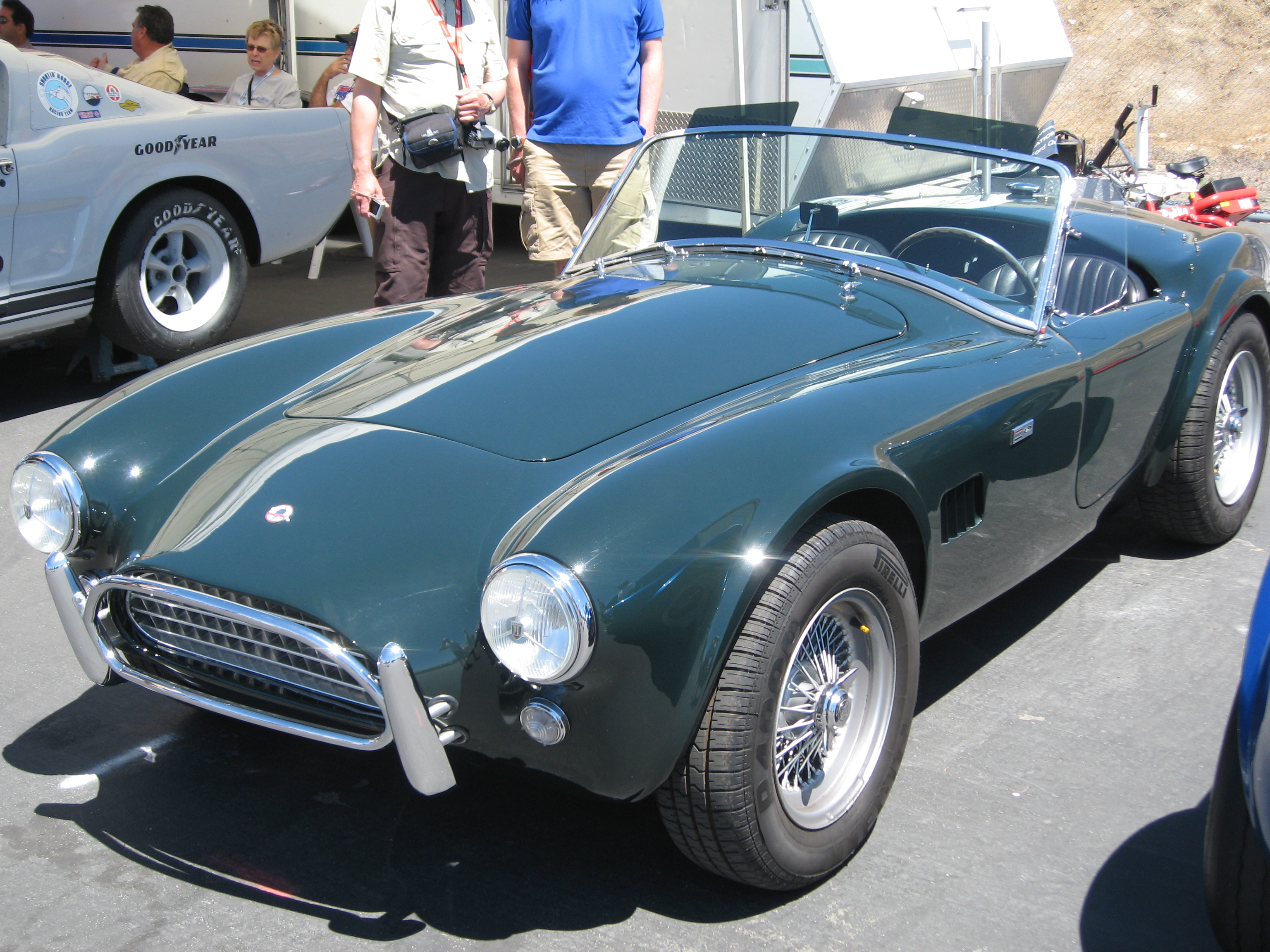
AC Cobra MKII 289
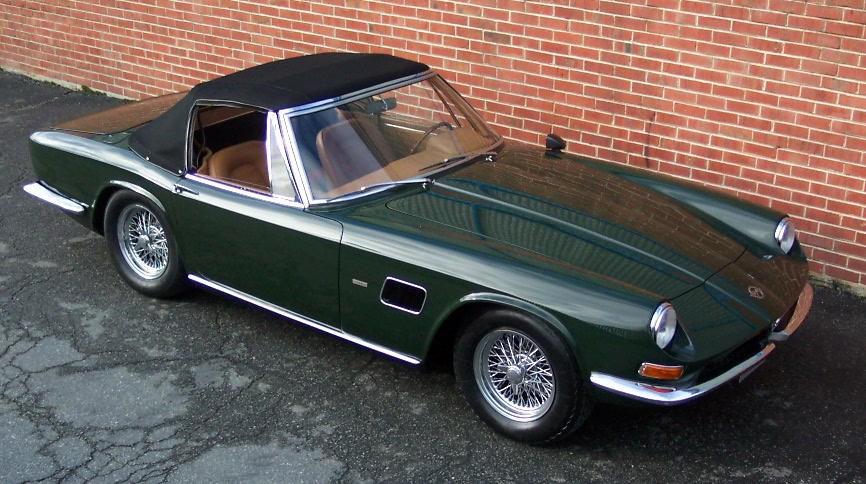
AC Frua/428 roadster
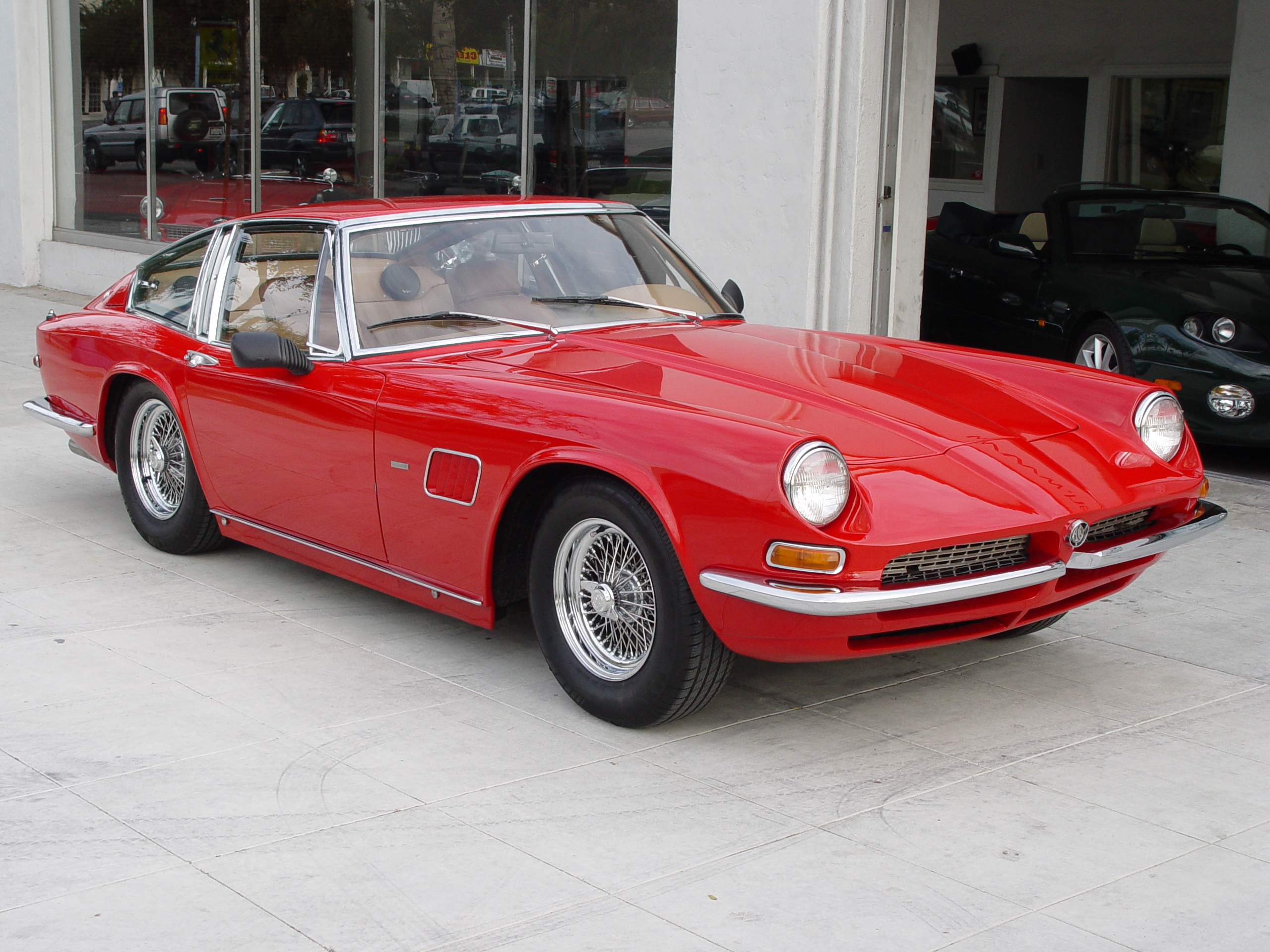
AC Frua/428 coupe
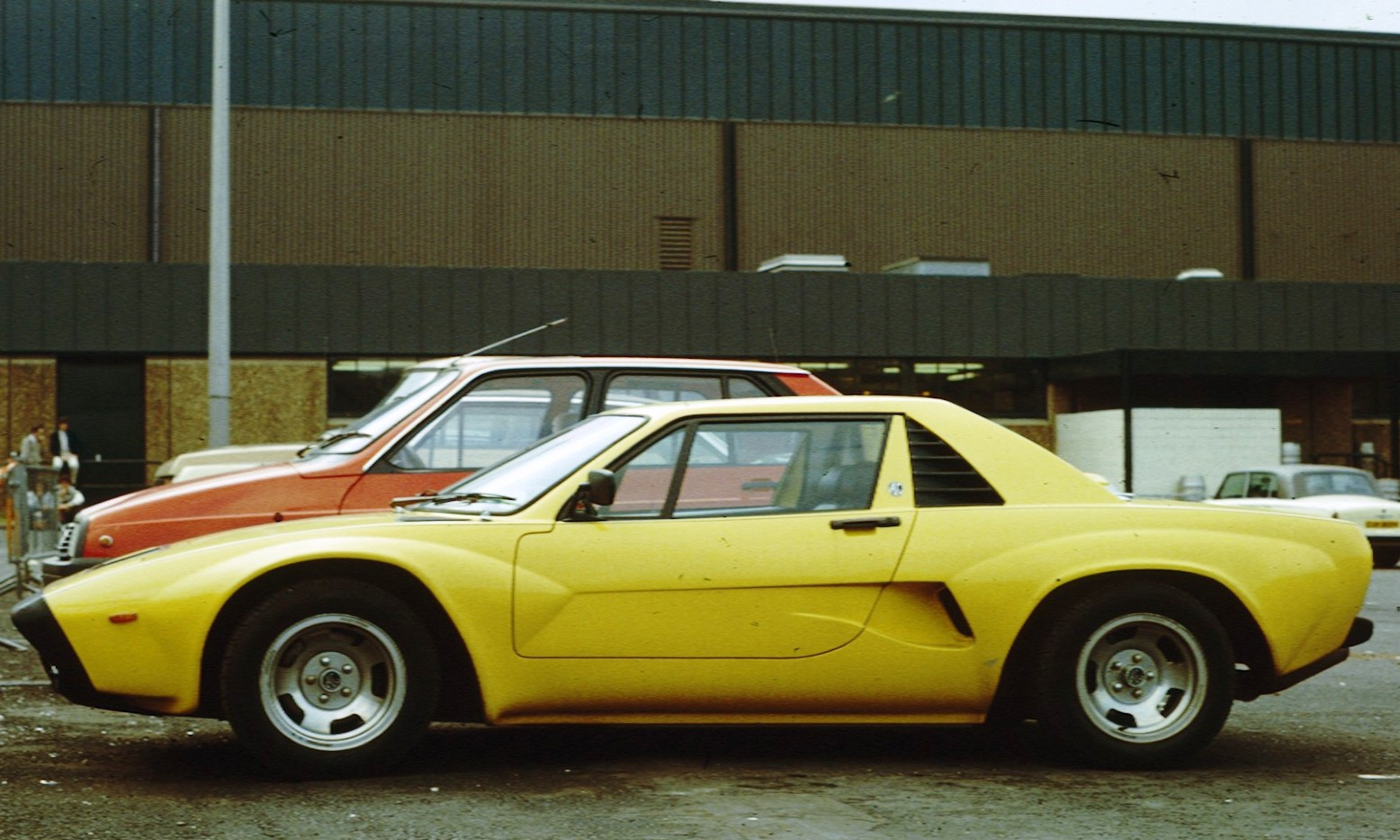
AC 3000ME (1979)

## Résultats aux 24 heures du Mans
| Année | Écurie             | Châssis       | Numéro | Catégorie   | Pilotes                             | Résultats |
| ----- | ------------------ | ------------- | ------ | ----------- | ----------------------------------- | --------- |
| 1957  | AC Cars Ltd        | Ace           | 31     | 1501 à 2000 | Peter Bolton Ken Rudd               | 10e       |
| 1958  | AC Cars Ltd        | Ace           | 27     | 1501 à 2000 | Hubert Patthey Georges-André Berger | 9e        |
| 1958  | AC Cars Ltd        | Ace LM        | 28     | 1501 à 2000 | Peter Bolton Richard Stoop          | 8e        |
| 1963  | W. Hurdock AC Cars | Cobra Daytona | 3      | GT          | Peter Bolton Ninian Sanderson       | 7e        |
| 1964  | AC Cars Ltd        | Cobra Coupé   | 3      | GT          | Jack Sears Peter Bolton             | Abandon   |
| 1965  | AC Cars Ltd        | Cobra Daytona | 11     | GT          | Jack Sears Richard Thompson         | 8e        |